# پارکر (تگزاس)
پارکر، تگزاس(به انگلیسی: Parker, Texas) شهری در ایالت تگزاس از ایالات جنوبی ایالات متحده آمریکا است. در سرشماری سال ۲۰۰۰، جمعیت این شهر ۱۳۷۹ نفر اعلام شد.